# Żerdź (Mazovie)
Pour les articles homonymes, voir Żerdź.
Żerdź (prononciation : [ʐɛrt͡ɕ]) est un village polonais de la gmina de Przytyk dans le powiat de Radom de la voïvodie de Mazovie dans le centre-est de la Pologne.
Il se situe à environ 3 km au nord-ouest de Przytyk (siège de la gmina), 22 km au nord-ouest de Radom (siège du powiat) et à 82 km au sud de Varsovie (capitale de la Pologne).

## Histoire
De 1975 à 1998, le village appartenait administrativement à la voïvodie de Radom.